# 张本才
张本才（1967年5月—），男，汉族，山东临沂人，中华人民共和国政治人物。1990年7月参加工作，1992年10月加入中国共产党。曾任上海市人民检察院检察长、党组书记。

## 生平
1967年5月，张本才出生于山东临沂市河东区八湖镇河北崖村。
1986年9月，张本才考入山东大学中文系汉语言文学专业。
1990年7月，张本才大学毕业分配到最高人民检察院工作。
1991年，张本才抽调至最高检机关报纸报纸筹备小组工作。
1991年3月，张本才成为《中国检察报社》科员、编辑。
1999年4月，张本才出任最高人民检察院政治部宣传部部长。
2004年2月，张本才出任《检察日报》总编辑兼最高检影视中心主任。
2005年3月，张本才出任《检察日报》总编辑同时任党委书记、社长兼最高检影视中心主任。
2011年9月，张本才出任最高人民检察院计划财务装备局局长。
2013年1月，张本才出任最高人民检察院办公厅主任、新闻办主任。
2016年1月22日，张本才出任上海市人民检察院党组书记。
2016年1月29日，张本才当选为上海市人民检察院检察长。
2018年2月，当选第十三届全国人大代表。
2022年6月1日，张本才涉嫌严重违纪违法，接受中央纪委国家监委纪律审查和监察调查。
2022年6月21日，被上海市人大常委会罢免全国人民代表大会代表职务，代表资格终止。
2022年9月29日，遭到开除党籍、开除公职处分。
2022年11月4日，张本才涉嫌受贿一案，由国家监察委员会调查终结，移送检察机关审查起诉。最高人民检察院以涉嫌受贿罪对张本才作出逮捕决定
2023年8月31日，福建省厦门市中级人民法院一审公开开庭审理了张本才受贿一案。厦门市人民检察院起诉指控：2005年至2020年，被告人张本才利用担任检察日报社党委书记、社长，最高人民检察院影视中心主任，最高人民检察院办公厅主任，上海市人民检察院党组书记、检察长等职务上的便利，为有关单位和个人在土地开发、企业经营、转业安置、工作调动等事项上提供帮助，直接或者通过他人非法收受财物共计折合人民币4832万余元。检察机关提请以受贿罪追究张本才的刑事责任。
2023年12月19日，福建省厦门市中级人民法院一审对被张本才以受贿罪判处有期徒刑十三年，并处罚金人民币四百万元。

## 成就
1991年3月，张本才是《检察日报》主要创始人之一，1994年，张本才主持创办了检察报社的第一份周刊——《明镜》周刊。